# PJ Morton
Paul Morton Jr. conhecido como PJ Morton (Nova Orleães, 29 de março de 1981) é um cantor, compositor, músico, produtor musical estadunidense que atualmente é o stand-in tecladista na banda de pop rock Maroon 5.  Em 27 de março de 2012, PJ lançou seu primeiro disco solo, o EP gratuito "Following My First Mind", pela gravadora Young Money de Lil Wayne. Adam Levine foi destaque no primeiro single, "Heavy"; outros músicos na EP incluem Lil Wayne, Jazmine Sullivan e Chantae Cann. Em 14 de maio de 2013, PJ Morton lançou seu primeiro álbum de estréia com uma grande gravadora, "New Orleans".

## Biografia
Morton é filho de Paul Sylvester Morton, cantor gospel canadense-norte-americano de quem herdou o nome, e de Debra Brown Morton.

## Discografia

### Álbuns de estúdio
- 2005: Emotions
- 2010: Walk Alone
- 2013: New Orleans
- 2017: Gumbo
- 2019: Paul

### Álbuns ao vivo
- 2008: Live from LA

### EPs
- 2012: Following My First Mind

### Singles
- 2012: "Heavy" (feat. Adam Levine, James Valentine)
- 2012: "Lover" (feat. Lil Wayne)
- 2013: "Only One" (feat. Stevie Wonder)
- 2019: "Say So" (feat. JoJo)

### Com aPJ Morton Band
- 2007: Perfect Song